# Comté de Simcoe
Pour les articles homonymes, voir Simcoe (homonymie).

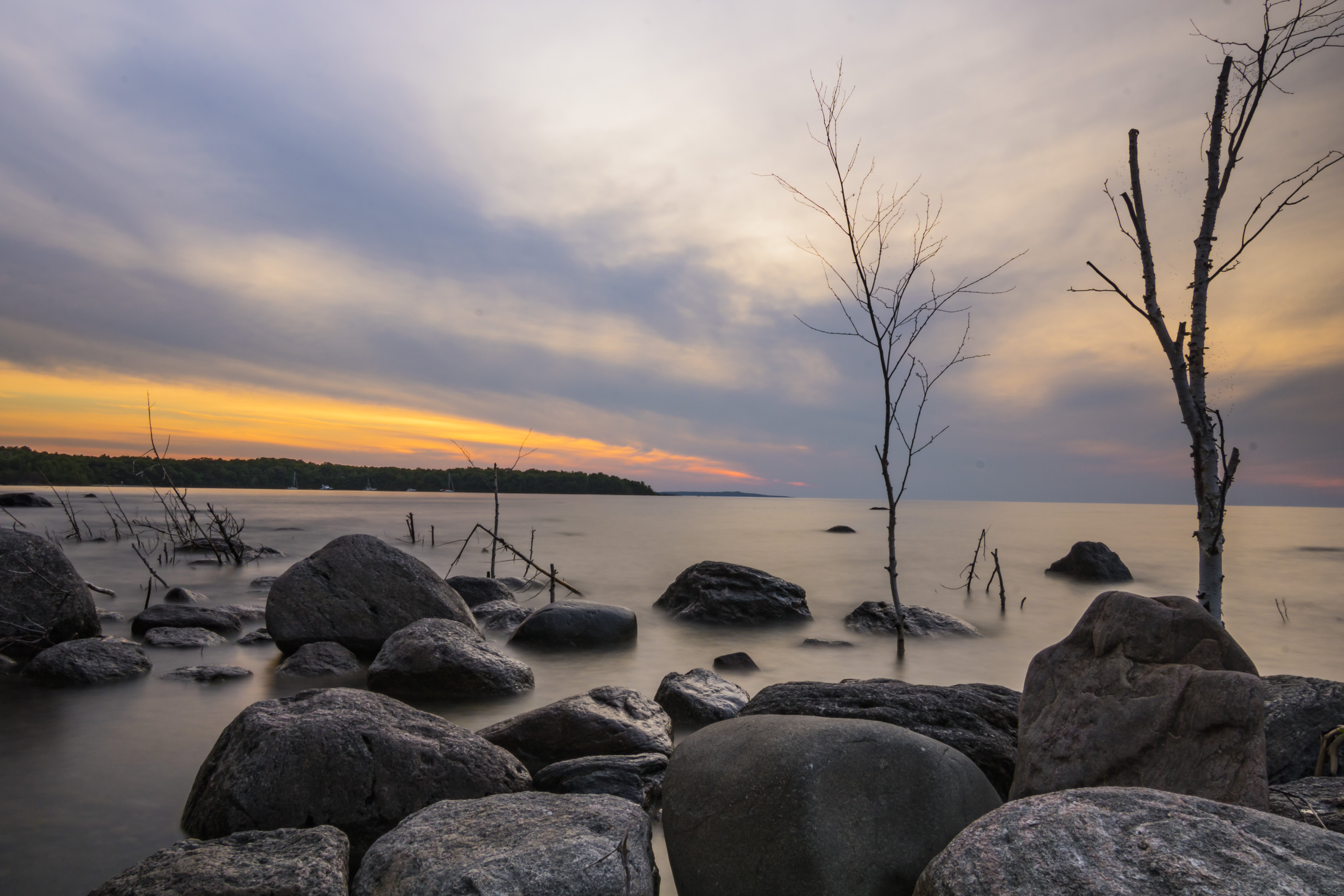
Le Awenda provincial park (parc provincial d'Awenda) dans le comté de Simcoe. Juin 2018.

Le comté de Simcoe est un comté de l'Ontario situé entre la baie Georgienne et le lac Simcoe. 
Il couvre une superficie de 4 840,56 km2.
Il fut d'abord le district de Simcoe, constitué en 1843.

## Cantons

### Cantons (1845-1852)
- Adjala
- Artemesia
- Collingwood
- Essa
- Flos
- West Gwillimbury
- Innisfil
- Medonte
- Matchedash
- Mulmur
- Mono
- Nottawasaga
- Osprey
- Oro
- North Orillia
- South Orillia
- Saint Vincent
- Sunnidale
- Tay
- Tecumseth
- Tosorontio
- Tiny
- Uphrasia (sic)
- Vespra

### Cantons (1852-1994)
- Adjala
- Essa
- Flos
- Gwillimbury West
- Innisfil
- Matchedash
- Medonte
- Mono
- Mulmur
- Nottawasaga
- Orillia
- Oro
- Sunnidale
- Tay
- Tecumseth
- Tiny
- Tossorontio (sic)
- Vespra

### Restructuration en 1994
- Ville de Bradford West Gwillimbury
- Ville de Collingwood
- Ville de Innisfil
- Ville de Midland
- Ville de New Tecumseth
- Ville de Penetanguishene
- Ville de Wasaga Beach
- Canton de Adjala–Tosorontio
- Canton de Clearview
- Canton de Essa
- Canton de Oro-Medonte
- Canton de Ramara
- Canton de Severn
- Canton de Springwater
- Canton de Tay
- Canton de Tiny

Les villes de Barrie et Orillia sont administrativement indépendantes du Comté.